# Danielle Van Lombeek-Jacobs
Danielle Van Lombeek, née Jacobs le 14 septembre 1968 à Charleroi est une femme politique belge wallonne, membre du PS.
Elle est licenciée en gestion des ressources humaines (ULB); employée.

## Fonctions politiques
- Députée fédérale belge du 26 juin 2003 au 2 mai 2007 en remplacement de Michel Daerden.
- Conseillère communale d'Hannut